# Utah Film Critics Association Awards 2006
Na 1. ročník předávání cen asociace Utah Film Critics Association Awards se předávaly ocenění v těchto kategoriích.

## Vítězové
Nejlepší film:
1. Let číslo 93
2. Skrytá identita

Nejlepší režisér:
1. Alfonso Cuarón – Potomci lidí
2. Paul Greengrass – Let číslo 93

Nejlepší herec v hlavní roli:

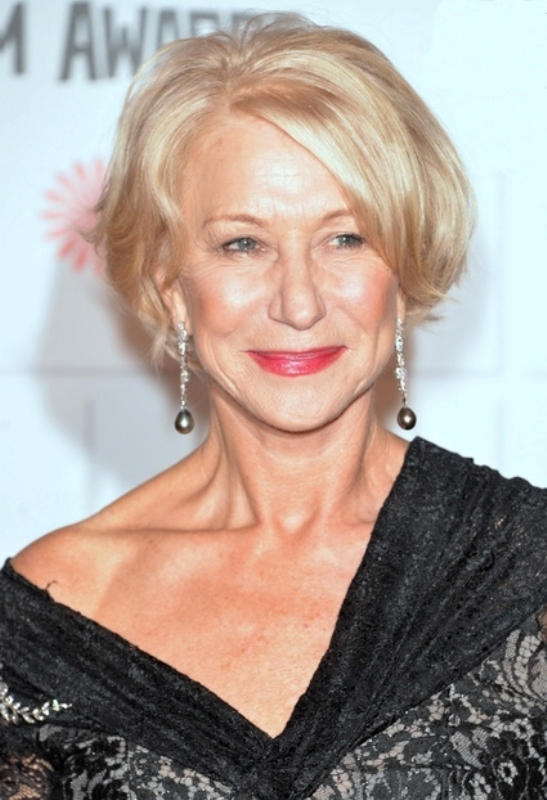
Helen Mirren, vítězka ceny pro nejlepší herečku v hlavní roli

1. Sacha Baron Cohen – Borat: Nakoukání do amerycké kultůry na obědnávku slavnoj kazašskoj národu
2. Leonardo DiCaprio – Krvavý diamant a Skrytá identita

Nejlepší herečka v hlavní roli:
1. Helen Mirrenová – Královna
2. Shareeka Epps – Half Nelson

Nejlepší herec ve vedlejší roli:
1. Michael Sheen – Královna
2. Mark Wahlberg – Skrytá identita

Nejlepší herečka ve vedlejší roli:
1. Rinko Kikuchi – Babel
2. Maggie Gyllenhaal – Horší už to nebude, World Trade Center

Nejlepší scénář:
1. Rian Johnson – Zmizení
2. Paul Greengrass – Let číslo 93

Nejlepší dokument:
1. Nepříjemná pravda
2. So Much So Fast

Nejlepší cizojazyčný film:
1. Dopisy z Iwo Jimy (Japonsko)
2. Apocalypto (Mexiko/Španělsko)